# Виталиан (папа)
Вижте пояснителната страница за други личности с името Виталиан.
Свети Виталиан (на латински: Vitalianus PP.) (? – 27 януари 672) – римски папа от 30 юли 657 г. до 27 януари 672 г.
През 666 г. със свой декрет въвел в литургията постоянната употреба на орган.